# Vaso de Garigliano
O Vaso de Garigliano é um pequeno vaso com esmalte de búcaro datado cerca de 500 a.C., com uma inscrição em latim antigo escrito em uma forma de alfabeto ocidental grego ou etrusco Ele foi encontrado no rio Garigliano, entre o Lácio e a Campânia, nas proximidades da antiga Minturnas (atual Minturno, Itália), no antigo território ocupado pelos auruncos.
A:AHUIDIES
B:PARIMEDESOMKOMMEOISSOKIOISTRIVOIADDEOMDUO[- - -]NEI
Quanto à divisão em palavras, PARI MED ESOM KOM MEOIS SOKIOIS é claro, embora o resto seja mais problemático.